# La Pau (Badalona)
La Pau és un barri de Badalona (Barcelonès) que forma part del Districte II juntament amb Montigalà Occidental, Nova Lloreda, Lloreda, Sant Crist de Can Cabanyes, Sistrells i Puigfred. Limita amb Santa Coloma de Gramenet, i amb els barris de Lloreda, Puigfred, Sistrells i La Salut.
Amb les dades del padró de 2012, el barri de La Pau té 4.630 habitants, dels quals 2.416 (el 52,2%) són homes i 2.214 (el 47,8%) són dones. La població del barri representa al 2,1% d'habitants de tota la ciutat.
A la Rambla de Sant Sebastià (Santa Coloma) trobem la parada de metro de Fondo, a la confluència dels carrers badalonins Avinguda Caritg i Avinguda d'Itàlia.